# Universidade de Passo Fundo
Die Universität von Passo Fundo (port.: Universidade de Passo Fundo, kurz: UPF) ist eine Privatuniversität im brasilianischen Bundesstaat Rio Grande do Sul. Die Hochschule wurde am 11. Juni 1968 gegründet. Der Sitz der Hochschule ist Passo Fundo. 